# Stazione di Pont
La stazione di Pont è la stazione ferroviaria capolinea della ferrovia Canavesana. Serve il centro di Pont Canavese, nella città metropolitana di Torino.
Precedemente gestita dal Gruppo Torinese Trasporti (GTT), dal 1 gennaio 2024 è gestita da Rete Ferroviaria Italiana (RFI).

## Movimento
La stazione era servita dai convogli in servizio sulla Linea 1 del Servizio Ferroviario Metropolitano di Torino. Alcune corse si fermavano a Rivarolo e poche quelle che proseguivano sino a Pont. Dal mese di novembre 2020 il servizio è sostituito da autobus fino all'elettrificazione della restante ferrovia ed entrata in servizio dei treni regionali di Trenitalia.

## Servizi
La stazione dispone di:
- Servizi igienici
- caffetteria
- Sala d'attesa